# Cita en Samarra
Cita en Samarra (título original en inglés: Appointment in Samarra), publicada en 1934, es la primera novela del escritor estadounidense John O'Hara (1905-1970). Relata la autodestrucción del personaje de ficción Julian English, un rico comerciante de automóviles que una vez fue miembro de la élite social de Gibbsville (la versión ficticia que O'Hara crea de la ciudad de Pottsville, Pensilvania). El libro generó una considerable controversia debido a la inclusión de pasajes de contenido sexual.
En 1998, la Modern Library clasificó a Appointment in Samarra en el puesto 22 de su lista de las 100 mejores novelas en inglés del siglo XX.

## Título
El título es una referencia al relato de W. Somerset Maugham de un antiguo cuento mesopotámico, que aparece como un epígrafe de la novela:

Un comerciante de Bagdad envía a su sirviente al mercado en busca de provisiones. Poco después, el criado llega a casa pálido y tembloroso y le dice que en la plaza del mercado lo empujó una mujer, a quien reconoció como la Muerte, quien le hizo un gesto amenazador. Tomando prestado el caballo del comerciante, huye a gran velocidad a Samarra, a una distancia de unas 75 millas (125 km), donde cree que la muerte no lo encontrará. El comerciante luego va al mercado y encuentra a la Muerte, y le pregunta por qué hizo el gesto amenazador a su sirviente. Ella responde: “No fue un gesto amenazante, solo fue una muestra  de sorpresa. Me sorprendió verlo en Bagdad, porque tengo una cita con él esta noche en Samarra”.

En su prólogo a la reimpresión de 1952, O'Hara señala que el título provisional de la novela era The Infernal Grove (El surco infernal). Se le ocurrió la idea del título Cita en Samarra, cuando Dorothy Parker le mostró la historia en la obra de Maugham, Sheppey. O'Hara comentó que: “A Dorothy no le gustó el título; [al editor] Alfred Harcourt no le gustó el título; a sus editores no les gustó; a nadie le gustó más que a mí". Describe el título como una referencia a "la inevitabilidad de la muerte de Julian English".

## Trama
La novela describe cómo, en el transcurso de tres días, Julian English se autodestruye con una serie de actos impulsivos que culminan en el suicidio. O'Hara nunca da ninguna causa o explicación obvia de su comportamiento, que aparentemente está predestinado por su carácter. Los hechos sobre Julian emergen gradualmente a lo largo de la novela. Tiene unos treinta años. Ha cursado estudios universitarios, es dueño de un concesionario Cadillac bien establecido y, dentro de la comunidad de Gibbsville, pertenece a la prestigiosa "multitud de Lantenengo Street".
La introducción del personaje ocupa siete páginas en la novela, a través de los pensamientos de la esposa de uno de sus empleados: "Ella no cambiaría su vida por la de Caroline English, aunque le pagaras. Se preguntó si Julian y Caroline estarían teniendo otra de sus battle royales (disputas acaloradas)". En el lapso de tres días de la novela, Julian se emborracha varias veces. Un párrafo largo y lírico describe una de sus resacas. Durante el primero de dos ensueños suicidas, se señala que su mayor temor es perder finalmente a su esposa por otro hombre. Sin embargo, en tres días aborda sexualmente a dos mujeres, y lo consigue una vez, con una facilidad y confianza que sugieren que se trata de un comportamiento habitual.
En días sucesivos, comete tres actos impulsivos, lo suficientemente graves como para dañar su reputación, su negocio y la relación con su esposa. Primero, le lanza un trago a la cara a Harry Reilly, un hombre que, como se sabe más tarde, es un importante inversor en su negocio. El hombre es un católico bastante conocido, por lo que Julian es consciente de que se correrá la voz entre la comunidad católica de Gibbsville, una parte importante de su clientela.
Con un curioso recurso, repetido para cada uno de los incidentes, el narrador omnisciente nunca muestra realmente los detalles del incidente. Se describe a Julian fantaseando con gran detalle sobre tirar la bebida; pero, se dice que "sabía que no tiraría la bebida" porque tenía una deuda financiera con Harry y porque "la gente diría que estaba dolorido porque Reilly ... estaba muy atento a Caroline English". La visión del narrador se dirige a otra parte del relato, y varias páginas después, sorprende escuchar decir a un personaje "¡Je-su-cris-to! ¡Julian English acaba de lanzar una bola alta en la cara de Harry Reilly!"
El segundo suceso ocurre en un bar de carretera, donde Julian va con su esposa y algunos amigos. Julian se emborracha e invita a una mujer vestida de forma provocativa a salir a su coche con él. La mujer es, de hecho, la novia de un gángster, y uno de los hombres del gángster, enviado a vigilarla, está presente. Tanto la esposa de Julian como el asistente del gángster ven a la pareja irse. Lo que sucede realmente en el automóvil queda en la ambigüedad, pero carece de importancia, ya que todos los observadores asumen que ha ocurrido un encuentro sexual. No hay ninguna suposición de que se producirá violencia. Sin embargo, el gángster es un valioso cliente, que en el pasado recomendó el concesionario de Julian a sus conocidos. Cuando Julian es conducido a casa, fingiendo estar dormido, "sintió la tremenda excitación, el gran bulto emocionante en el pecho y el abdomen que viene antes de la administración de un castigo desconocido y bien merecido. Sabía lo que le esperaba".
Tercero, al día siguiente, durante el almuerzo en el Gibbsville Club, Julian se involucra en una pelea complicada con un veterano de guerra con un solo brazo llamado Froggy Ogden, quien también es primo de Caroline. Julian pensaba en Froggy como un viejo amigo, pero Froggy le reconoce a Julian que siempre lo ha detestado y que no había querido que su prima Caroline se casara con él. En la pelea, que podría decirse que Froggy ha comenzado, Julian golpea a Froggy y al menos a uno de los clientes del club.
Experimenta dos ensoñaciones suicidas que contrastan extrañamente entre sí. En la primera de las dos escenas, después de la partida temporal de Caroline, se coloca un arma en la boca:

Julian pensó y pensó en Caroline y Harry, y lo hizo en contra de ellos, en contra de que se sintieran atraídos sexualmente, que era lo más importante. "Por Dios, nadie más la tendrá en la cama", dijo, a la oficina vacía. Y de inmediato comenzó el peor temor que había conocido, de que este día, esta semana, este minuto, el año que viene, en algún momento, ella se abriría a otro hombre y se encerraría a su alrededor. Oh, si lo hiciera, sería para siempre.

Sin embargo, no se suicida en ese momento. Su segundo ensueño suicida es después de un intento fallido de seducir a una mujer, la reportera de la sociedad local. Piensa que como resultado de su comportamiento y de la simpatía de la comunidad por Caroline, "ninguna chica en Gibbsville —que valga la pena tener— correría el riesgo de perder su reputación, lo que sería su castigo por identificarse con él". Cree que incluso si se divorcia de Caroline, está destinado a pasar el resto de su vida escuchando:

No, no lo tengamos en cuenta, es uno de los más mayores. Ojalá Julian English actuara según su edad ... No gracias, Julian, prefiero caminar. No gracias, Sr. English, no tengo mucho más que tratar. Julian, desearía que no me llamaras tanto. Mi padre se pone furioso. Será mejor que me dejes en la esquina por mi viejo. Escucha, deja en paz a mi hermana.

Tras este y otros indicios de que había calibrado mal su estatus social, se suicida por intoxicación por monóxido de carbono, poniendo en marcha su coche en un garaje cerrado.

## Análisis
El biógrafo de O'Hara, Frank MacShane, escribe: "Lo excesivo del suicidio de Julian es lo que hace que Cita en Samarra forme parte de su tiempo. Julian no pertenece a la época del Jazz de Fitzgerald; es diez años más joven y se enmarca en la que se llamó la generación de la resaca, los jóvenes que crecieron acostumbrados a la buena vida sin tener que ganársela. Esta es la generación que tenía tan poco con qué defenderse cuando llegó la depresión en 1929".

### Tratamiento franco de la sexualidad
Los libros de O'Hara tendían a empujar los límites de lo que se consideraba tolerable en una novela convencional. Su segundo relato, BUtterfield 8, fue notorio y se prohibió su importación a Australia hasta 1963. Pero Cita en Samarra también fue controvertida. El biógrafo Geoffrey Wolff cita un artículo de Saturday Review del profesor de la Universidad de Yale Henry Seidel Canby, titulado "El señor O'Hara y la escuela vulgar", y también cita la denuncia de Sinclair Lewis de la sensualidad del libro como "nada más que infantilismo: las visiones eróticas de un gamberro detrás de un granero".
La mayoría de las descripciones de O'Hara sobre la sexualidad son indirectas: "Hubo un tiempo en que Elinor Holloway ... se estremeció hasta la mitad del asta de la bandera mientras cinco jóvenes caballeros, de pie al pie del poste, verificaban la sospecha de que Elinor, que no siempre había vivido en Gibbsville, no era naturalmente, o al menos no del todo, rubia". Sin embargo, pasajes como el siguiente eran bastante inusuales para la época:

Llevaba un vestido cortado por el que casi se podía ver su ombligo, pero la tela, el satén o lo que fuera, se mantenía cerca de su cuerpo, de modo que cuando se puso de pie solo mostró alrededor de un tercio de cada pecho. Pero cuando se sentó a la mesa frente a él, se inclinó hacia adelante apoyada sobre los codos y con la barbilla entre las manos, y eso aflojó el vestido de modo que cada vez que hacía un movimiento, podía ver los pezones de sus pechos. Ella lo vio mirando -él no pudo evitarlo. Y ella sonrió.

## Reconocimientos
- En 2011, el libro fue incluido por la revista Time en la lista de las 100 mejores novelas escritas en inglés desde 1923.